# پورمیتس
پورمیتس (به آلمانی: Pörmitz) یک شهر در آلمان است که در زاله-ارلا واقع شده‌است. پورمیتس ۲۲۰ نفر جمعیت دارد.